# Budaun (district)
Budaun is een district van de Indiase staat Uttar Pradesh. In 2001 telde het district 3.069.245 inwoners op een oppervlakte van 5168 km². De meest westelijke strook van het grondgebied splitste zich in 2012 echter af en behoort sindsdien tot het district Sambhal.
Het district Budaun ligt 200 km ten oosten van de Indiase hoofdstad New Delhi en maakt deel uit van de divisie Bareilly. De hoofdstad van het district is het gelijknamige Budaun. Andere steden in het gebied zijn onder meer Ujhani, Dataganj, Islamnagar en Sahaswan. Langs de zuidgrens van het district stroomt de Ganges.

## Nagar panchayatsin dit district
- Allapur
- Dataganj
- Faizganj
- Gulariya
- Islamnagar
- Kachhla
- Kunwargaon
- Mundia
- Rudayan
- Saidpur
- Sakhanu
- Usawan
- Usehat
- Wazirganj

Hoofdstad: Lucknow
Districten:
Divisie Agra: Agra · Firozabad · Mainpuri · Mathura
Divisie Aligarh: Aligarh · Etah · Hathras · Kasganj
Divisie Ayodhya (Faizabad): Ambedkar Nagar · Amethi · Ayodhya (Faizabad) · Barabanki · Sultanpur
Divisie Azamgarh: Azamgarh · Ballia · Mau
Divisie Bareilly: Bareilly · Budaun · Pilibhit · Shahjahanpur
Divisie Basti: Basti · Sant Kabir Nagar · Siddharthnagar
Divisie Benares (Varanasi): Benares (Varanasi) · Chandauli · Ghazipur · Jaunpur
Divisie Chitrakoot: Banda · Chitrakoot · Hamirpur · Mahoba
Divisie Devipatan: Bahraich · Balrampur · Gonda · Shravasti
Divisie Gorakhpur: Deoria · Gorakhpur · Kushinagar · Maharajganj
Divisie Jhansi: Jalaun · Jhansi · Lalitpur
Divisie Kanpur: Auraiya · Etawah · Farrukhabad · Kannauj · Kanpur Dehat · Kanpur Nagar
Divisie Lucknow: Hardoi · Lakhimpur Kheri · Lucknow · Raebareli · Sitapur · Unnao
Divisie Meerut: Bagpat · Bulandshahr · Gautam Buddha Nagar · Ghaziabad · Hapur · Meerut
Divisie Mirzapur: Bhadohi · Mirzapur · Sonbhadra
Divisie Moradabad: Amroha · Bijnor · Moradabad · Rampur · Sambhal
Divisie Prayagraj (Allahabad): Fatehpur · Kaushambi · Pratapgarh · Prayagraj (Allahabad)
Divisie Saharanpur: Muzaffarnagar · Saharanpur · Shamli